# Sergio Vargas (Sänger)

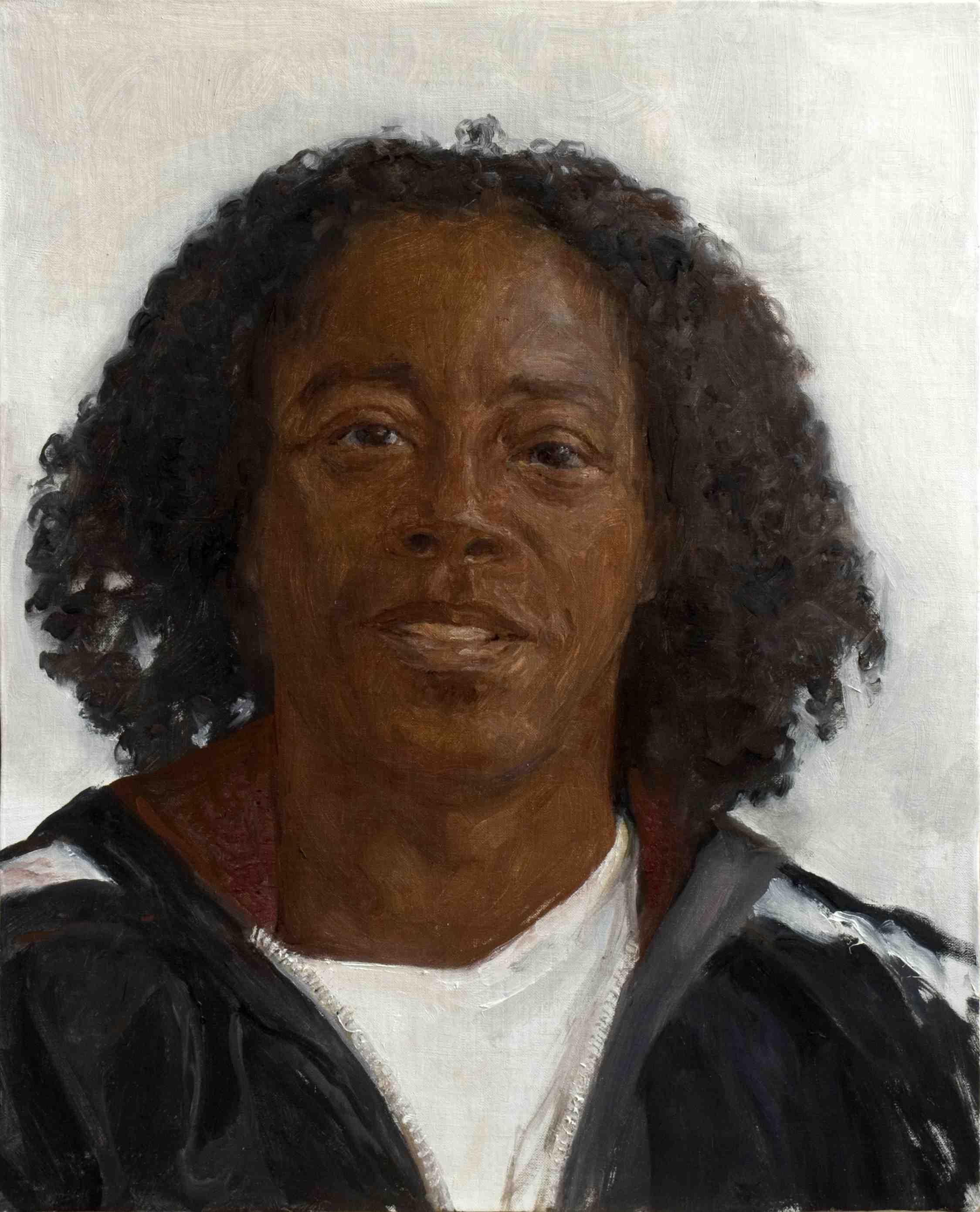
Sergio Vargas (Porträt, 2008)

Sergio Pascual Vargas Parra (* 15. März 1963 in Villa Altagracia) ist ein dominikanischer Merenguesänger.
Sergio Vargas gewann 1980 den zweiten Preis beim Festival de la Voz des dominikanischen Fernsehens mit seiner Interpretation der Ballade Amor. 1982 wurde er Sänger des Orchesters von Dioni Fernández, 1986 gründete er die eigene Gruppe Los Hijos del Rey. 1987 wurde er Sänger des Jahres. Im Folgejahr verlieh ihm die Asociación de Cronistas de Arte zwei Premios Casandra für die Produktionen Sergio und Las vampiras.
Eine Fernsehproduktion unter Leitung des Regisseurs Jean-Luis Jorge brachte ihm den Kritikerpreis und einen weiteren Premio Casandra. 1993 erhielt er eine Goldene Schallplatte. Im gleichen Jahr trat er beim Festival de la Calle Ocho in Miami auf. Populär wurde er mit Stücken wie Corazón de piedra, No eres una más, Ni tú ni yo, A pedazos, La Pastilla, La Ventanita, Dile und Había una vez un merengue se.